# Ricardo Roberto Barreto da Rocha
Ricardo Rocha és un exfutbolista i entrenador brasiler, nascut a Recife l'11 de setembre de 1962. Com a futbolista, jugava de defensa.
Va militar a diversos clubs de la lliga brasilera, com el Recife, el Sao Paulo o el Fluminense. També va militar a l'Sporting de Portugal, al Reial Madrid i al Newell's Old Boys argentí.
Després de la seua retirada com a futbolista, ha entrenat a l'equip brasiler del Santa Cruz en dues ocasions: el 2001 i el 2007.

## Selecció
Ricardo Rocha ha estat internacional amb la selecció brasilera en 39 ocasions. Va participar en dues Copes del Món, la de 1990 i la de 1994, que va guanyar el Brasil. També ha estat present a la Copa Amèrica de 1987 i 1991.

## Títols

### Equip
- Copa del Món de Futbol Estats Units 1994
- Jocs Panamericans 1987
- Preolímpic 1987
- Copa Rous: 1987
- Campionat pernambucano: 1983
- Campionat paulista: 1989, 1991
- Campionat brasiler de futbol: 1991
- Campionat carioca: 1994
- Copa del Rei: 1992-93

### Individual
- Bola de Ouro: 1989
- Bola d'argent: 1986, 1989, 1991, 1993